# FC Zirka Kropyvnytsky
El FC Zirka Kropyvnytsky (en ucraniano: ФК "Зірка Кропивницький") es un club de fútbol ucraniano de la ciudad de Kropyvnytsky (hasta 2016 Kirovohrad). Fue fundado en 1911 y juega en la Campeonato de fútbol amateur.

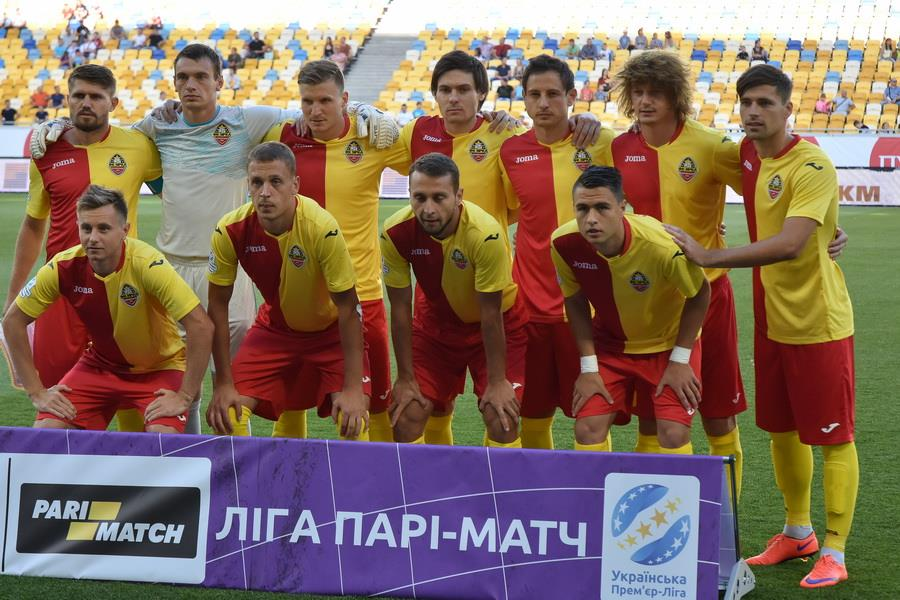
Zirka Kropyvnytsky 2016.

## Nombres
| Periodo  | Nombre                                 | Significado       |
| 1922–27  | Chervona Zirka                         | Estrella Roja     |
| 1928–35  | Metalist                               | Acerero           |
| 1935–40  | Silmash                                | Agrícola Mecánico |
| 1941–45  | disuelto por la Segunda Guerra Mundial |                   |
| 1946-48  | Dynamo                                 |                   |
| 1949–51  | Traktor                                | Tractor           |
| 1951–57  | Torpedo                                |                   |
| 1958–61  | Zirka                                  | Estrella          |
| 1962     | Dynamo                                 |                   |
| 1963–93  | Zirka                                  | Estrella          |
| 1993–97  | Zirka-NIBAS                            | Estrella-[NIBAS]  |
| 1998–hoy | Zirka                                  | Estrella          |

## Propietarios
- 1911–1993: Fábrica Elvorti (Chervona Zirka), Kirovohrad
- 1993–1998: Compañía agraria Nibas, Petropavlivka (Dnipropetrovsk Oblast)[1]
- 1998–2011: Alcaldía local, Kirovohrad[1]
- 2011–hoy: Creative Industrial Group, Kropyvnytskyi

## Palmarés

### Torneos nacionales
- Persha Liha (3): 1995, 2003, 2016
- Druha Liha (1): 2009
- Copa de Ucrania (3): 1953, 1973, 1975

## Entrenadores
- Yevgeny Goryansky (1958-1960)
- Valeri Samochin (1982-1983)
- Oleksandr Ishchenko (1993-1997)
- Oleksandr Ishchenko (1998-2000)
- Yuriy Koval (2000-2004)
- Oleksandr Aleksyeyev (2004)
- Vadym Darenko (2004-2005)
- Mykola Lapa (2005)
- Oleksandr Sukhov (2005)
- Volodymyr Sharan (2005)
- Oleksandr Myzenko (2005)
- Valeriy Povstenko (2005-2006)
- Igor Zhabchenko (2008-2010)
- Oleksandr Deriberin (2010)
- Anatoli Buznik (2010-2011)
- Igor Zhabchenko (2011)
- Vadym Yevtushenko (2012)
- Ilia Blyznyuk (2012-2013)
- Mykola Fedorenko (2013-2014)
- Anatoli Buznik (2014)
- Samir Gasanov (2014)
- Sergiy Lavrynenko (2014-2016)
- Dario Drudi (2016)
- Roman Monaryov (2016-)